# Construct (album)
Pour les articles homonymes, voir Construct.
Albums de Dark Tranquillity
We Are the Void
(2010) Atoma
(2016)
Construct est le dixième album du groupe de death metal mélodique suédois Dark Tranquillity, commercialisé le 27 mai 2013. 
Le groupe commente sur le style de l'album expliquant qu'il est probablement le plus différent et varié depuis Projector. Un clip vidéo du single intitulé Uniformity, réalisé par Patric Ullaeus, est mis en ligne le 10 mai 2013. Mikael Stanne décrit l'album comme « mélodieux » et aussi comme un « accomplissement » du travail récent effectué par le groupe. 

## Liste des pistes
1. For Broken Words - 04:34
2. The Science of Noise - 03:46
3. Uniformity - 05:31
4. The Silence in Between - 03:33
5. Apathetic - 03:30
6. What Only You Know - 04:02
7. Endtime Hearts - 03:59
8. State of Trust - 04:06
9. Weight of the End - 04:56
10. None Becoming - 04:31

### Titres bonus (Deconstruc)
1. Immemorial - 05:04
2. Photon Dreams - 02:04

### Titres bonus (Live)
1. The Treason Wall (Live in Milan 2008) - 03:59
2. The New Build (Live in Milan 2008) - 04:29
3. Focus Shift (Live in Milan 2008) - 04:00
4. The Lesser Faith (Live in Milan 2008) - 04:48
5. The Wonders at Your Feet (Live in Milan 2008) - 04:26
6. Lost to Apathy (Live in Milan 2008) - 04:54
7. Misery's Crown (Live in Milan 2008) - 04:35
8. ThereIn (Live in Milan 2008) - 06:23
9. My Negation (Live in Milan 2008) - 06:08
10. The Mundane and the Magic (Live in Milan 2008) - 05:54
11. Final Resistance (Live in Milan 2008) - 03:49
12. Terminus (Where Death Is Most Alive) - 06:05
13. Dream Oblivion (Live at With Full Force 2010) - 04:18
14. Iridium (Live at Summerbreeze, 2010) - 05:19